# Livinské Opatovce
Livinské Opatovce (Hongaars: Apátlévna) is een Slowaakse gemeente in de regio Trenčín, en maakt deel uit van het district Partizánske.
Livinské Opatovce telt 247 inwoners.